# Championnats d'Europe de taekwondo 2016
Navigation
Édition précédente Édition suivante
Les championnats d'Europe de taekwondo 2016 ont eu lieu du 19 au 22 mai 2016 à Montreux, en Suisse. Il s'agit de la vingt-deuxième édition des championnats d'Europe de taekwondo.

## Podiums

### Hommes
| Catégorie             | Or                           | Argent                      | Bronze                      |
| --------------------- | ---------------------------- | --------------------------- | --------------------------- |
| Poids Fin (–54 kg)    | Mourad Laachraoui (BEL)      | Jesus Tortosa Cabrera (ESP) | Stanislav Denisov (RUS)     |
| Poids Fin (–54 kg)    | Mourad Laachraoui (BEL)      | Jesus Tortosa Cabrera (ESP) | Mikhail Artamonov (RUS)     |
| Poids mouche (–58 kg) | Rui Braganca (POR)           | Ron Atias (ISR)             | Feyi Pearce (GBR)           |
| Poids mouche (–58 kg) | Rui Braganca (POR)           | Ron Atias (ISR)             | Ruslan Poiseev (RUS)        |
| Poids coq (–63 kg)    | Jaouad Achab (BEL)           | Jarosław Mecmajer (POL)     | Stevens Barclais (FRA)      |
| Poids coq (–63 kg)    | Jaouad Achab (BEL)           | Jarosław Mecmajer (POL)     | Joel Gonzalez Bonilla (ESP) |
| Poids plume (–68 kg)  | Servet Tazegül (TUR)         | Hamza Adnan-Karim (GER)     | Sergey Vardazaryan (ARM)    |
| Poids plume (–68 kg)  | Servet Tazegül (TUR)         | Hamza Adnan-Karim (GER)     | Konstantin Minin (RUS)      |
| Poids léger (–74 kg)  | Júlio Ferreira (POR)         | Toni Kanaet (CRO)           | Clauido Treviso (ITA)       |
| Poids léger (–74 kg)  | Júlio Ferreira (POR)         | Toni Kanaet (CRO)           | Nicholas Corten (BEL)       |
| Poids Welter (–80 kg) | Milad Beigi Harchegani (AZE) | Yunus Sari (TUR)            | Aaron Cook (MDA)            |
| Poids Welter (–80 kg) | Milad Beigi Harchegani (AZE) | Yunus Sari (TUR)            | Piotr Paziński (POL)        |
| Poids moyens (–87 kg) | Vladislav Larin (RUS)        | Arman Yeremyan (ARM)        | Payam Ghobadi Oughaz (AZE)  |
| Poids moyens (–87 kg) | Vladislav Larin (RUS)        | Arman Yeremyan (ARM)        | Draško Jovanov (SRB)        |
| Poids lourds (+87 kg) | Arman-Marshall Silla (BLR)   | Roman Kuzentsov (RUS)       | Piotr Hatowski (POL)        |
| Poids lourds (+87 kg) | Arman-Marshall Silla (BLR)   | Roman Kuzentsov (RUS)       | Omar El Yazidi (FRA)        |

### Femmes
| Catégorie             | Or                      | Argent                    | Bronze                    |
| --------------------- | ----------------------- | ------------------------- | ------------------------- |
| Poids Fin (–46 kg)    | Iryna Romoldanova (UKR) | Blanca Palmer Soler (ESP) | Hajer Mustapha (FRA)      |
| Poids Fin (–46 kg)    | Iryna Romoldanova (UKR) | Blanca Palmer Soler (ESP) | Rukiye Yildirim (TUR)     |
| Poids mouche (–49 kg) | Tijana Bogdanović (SRB) | Ana Petrušič (SVN)        | Alexandra Lychagina (RUS) |
| Poids mouche (–49 kg) | Tijana Bogdanović (SRB) | Ana Petrušič (SVN)        | Lucija Zaninović (CRO)    |
| Poids coq (–53 kg)    | Tatiana Kudashova (RUS) | Patimat Abakarova (AZE)   | Zeliha Agris (TUR)        |
| Poids coq (–53 kg)    | Tatiana Kudashova (RUS) | Patimat Abakarova (AZE)   | Floriane Liborio (FRA)    |
| Poids plume (–57 kg)  | Jade Jones (GBR)        | Nikita Glasnovic (SWE)    | Raheleh Asemani (BEL)     |
| Poids plume (–57 kg)  | Jade Jones (GBR)        | Nikita Glasnovic (SWE)    | Martina Zubčić (CRO)      |
| Poids léger (–62 kg)  | Irem Yaman (TUR)        | Magda Wiet-Henin (FRA)    | Rabia Gülec (GER)         |
| Poids léger (–62 kg)  | Irem Yaman (TUR)        | Magda Wiet-Henin (FRA)    | Daniela Rotolo (ITA)      |
| Poids Welter (–67 kg) | Lauren Williams (GBR)   | Nur Tatar (TUR)           | Haby Niaré (FRA)          |
| Poids Welter (–67 kg) | Lauren Williams (GBR)   | Nur Tatar (TUR)           | Matea Jelić (CRO)         |
| Poids moyens (–73 kg) | Iva Radoš (CRO)         | Milica Mandić (SRB)       | Reshmie Oogink (NED)      |
| Poids moyens (–73 kg) | Iva Radoš (CRO)         | Milica Mandić (SRB)       | Petra Matijašević (MKD)   |
| Poids lourds (+73 kg) | Bianca Walkden (GBR)    | Nafia Kuş (TUR)           | Olga Ivanova (RUS)        |
| Poids lourds (+73 kg) | Bianca Walkden (GBR)    | Nafia Kuş (TUR)           | Rosana Simón Álamo (ESP)  |

## Tableau des médailles
| Rang  | Nation            | Or | Argent | Bronze | Total |
| ----- | ----------------- | -- | ------ | ------ | ----- |
| 1     | Grande-Bretagne   | 3  | -      | 1      | 4     |
| 2     | Turquie           | 2  | 3      | 2      | 7     |
| 3     | Russie            | 2  | 1      | 6      | 9     |
| 4     | Belgique          | 2  | -      | 2      | 4     |
| 5     | Portugal          | 2  | -      | -      | 2     |
| 6     | Croatie           | 1  | 1      | 3      | 5     |
| 7     | Azerbaïdjan       | 1  | 1      | 1      | 3     |
| 7     | Serbie            | 1  | 1      | 1      | 3     |
| 9     | Biélorussie       | 1  |        | -      | 1     |
| 9     | Ukraine           | 1  | -      | -      | 1     |
| 11    | Espagne           | -  | 2      | 2      | 4     |
| 12    | France            | -  | 1      | 5      | 6     |
| 13    | Pologne           | -  | 1      | 2      | 3     |
| 14    | Arménie           | -  | 1      | 1      | 2     |
| 14    | Allemagne         | -  | 1      | 1      | 2     |
| 16    | Israël            | -  | 1      | -      | 1     |
| 16    | Slovénie          | -  | 1      | -      | 1     |
| 16    | Suède             | -  | 1      | -      | 1     |
| 19    | Italie            | -  | -      | 2      | 2     |
| 20    | Macédoine du Nord | -  | -      | 1      | 1     |
| 20    | Moldavie          | -  | -      | 1      | 1     |
| 20    | Pays-Bas          | -  | -      | 1      | 1     |
| Total | Total             | 16 | 16     | 32     | 64    |